# ناديه براساد
ناديه براساد (بالإنجليزية: Nadia Prasad) هي منافسة ألعاب القوى أمريكية، ولدت في 6 أكتوبر 1967 في Caussade ‏ في فرنسا.

## وصلات خارجية
- ناديه براساد على موقع الاتحاد الدولي لألعاب القوى (الإنجليزية)
- ناديه براساد على موقع الاتحاد الفرنسي لألعاب القوى (الفرنسية)
- ناديه براساد على موقع اللجنة الأولمبية الدولية (الإنجليزية)
- ناديه براساد على موقع أوليمبيديا (الإنجليزية)